# Préfecture apostolique de Robe
La préfecture apostolique de Robe est une église particulière de l'Église catholique en Éthiopie.

## Territoire
La préfecture apostolique couvre les weredas d'Adaba, Agarfa, Berbere, Dodola, Gasera fi Gololcha, Gedeb, Ginir, Goba, Goro, Guradamole, Kofele, Kokosa, Legehida, Meda Welabu, Menna fi Harena Buluk, Nensebo, Raytu, Seweyna et Sinana fi Dinsho dans la région Oromia et d'Afder, Bare, Cherti, Dolobay, Elekere, Guradamole et Mirab Imi dans la région Somali. Son siège est en la pro-cathédrale Emmanuel de Robe.

## Histoire
La préfecture apostolique a été érigée le 11 février 2012 à partir du vicariat apostolique de Meki (en).

## Ordinaire
- depuis le 11 février 2012 Angelo Antolini, O.F.M. Cap.